# 老祖國
老祖國（西班牙語：Patria Vieja）是智利歷史上的一段時期，介於智利第一軍政府（1810年9月18日）到蘭卡瓜戰役（1814年10月1日）之間。這段期間，智利對於拿破崙監禁斐迪南七世採取了措施，這導致了智利王國政府的成立，該政府宣布效忠於斐迪南七世。
這段期間的特點是，暫時的自治運動轉變為完全獨立運動。最有特點的兩件事是卡雷拉兄弟的政治地位（特別是何塞·米格爾·卡雷拉），以及貝爾納多·奧希金斯領導的軍隊的戰鬥（梅布里拉之役、耶爾巴斯布埃納斯之役和埃爾羅夫萊之役）。
智利軍政府和國會在國王被監禁時組織起來管理國家，智利國會通過了關於「子宮的自由」的法案，指自該時起，所有在智利出生的奴隸之兒女都是自由的。1812年，首部憲法法案通過，該法案同意承認國王，只要國王同意憲法的規定。

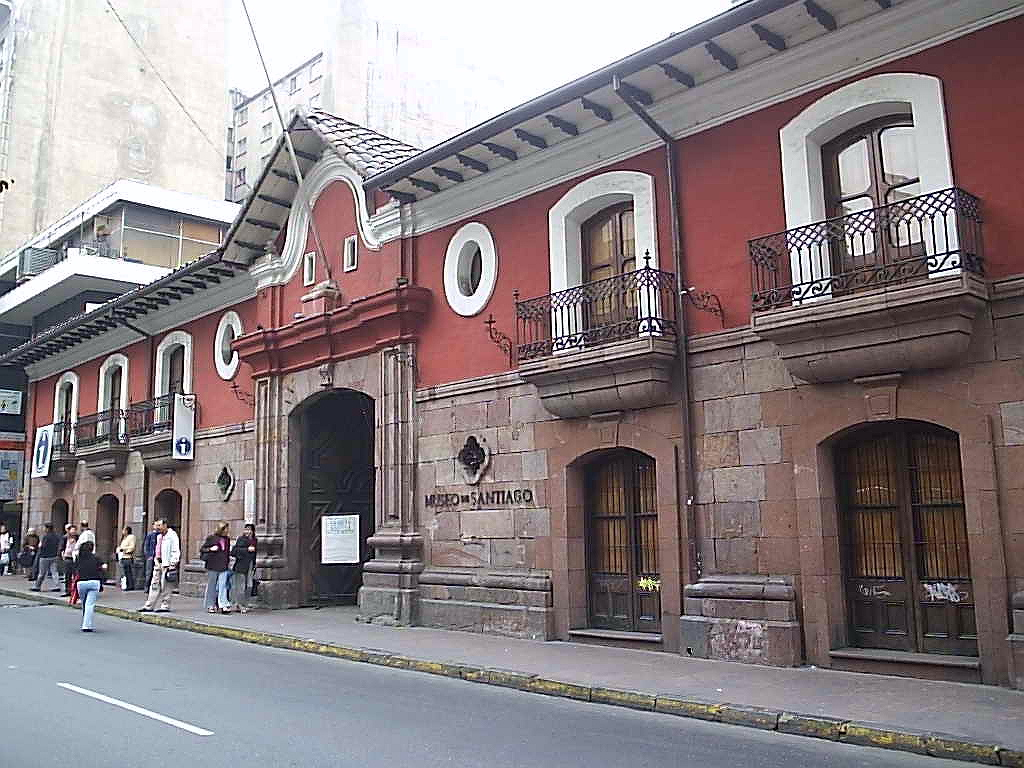
Casa Colorada，Mateo de Toro y Zambrano的住所，現為聖地牙哥博物館